# André Dupré
Pour les articles homonymes, voir Dupré.
André Dupré, né le 7 mai 1931 à Ligueux (Gironde) et mort le 29 mai 2024 à Lormont (Gironde), est un coureur cycliste français, professionnel de 1955 à 1960.

## Biographie
André Dupré meurt le 29 mai 2024 à Lormont en Gironde à l'âge de 93 ans.

### Famille
Ses deux frères Georges (1929-2019) et Lucien sont également coureurs cyclistes au niveau régional.

## Palmarès
- 1950
  - Champion de Guyenne sur route
- 1951
  - Champion de Guyenne des sociétés
  - 1re étape de la Route de France
- 1952
  - 2e de Bordeaux-Charente
- 1953
  - Champion de Guyenne des sociétés
  - 3e du Tour de Corrèze
- 1956
  - 2e des Boucles du Bas-Limousin
  - 3e de Paris-Bourges
  - 3e du Circuit de la Vienne
- 1957
  - Tour de Corrèze
  - Tour de l'Aude
  - 2e du Tour de l'Oise
  - 2e des Boucles du Bas-Limousin
  - 3e du Circuit du Finistère
- 1958
  - 2e du Grand Prix d'Espéraza
- 1959
  - Champion du Limousin des sociétés

## Résultats sur les grands tours

### Tour de France
3 participations :
- 1955 : abandon (11e étape)
- 1957 : 37e
- 1958 : abandon (21e étape)